# 迪諾·埃貝爾

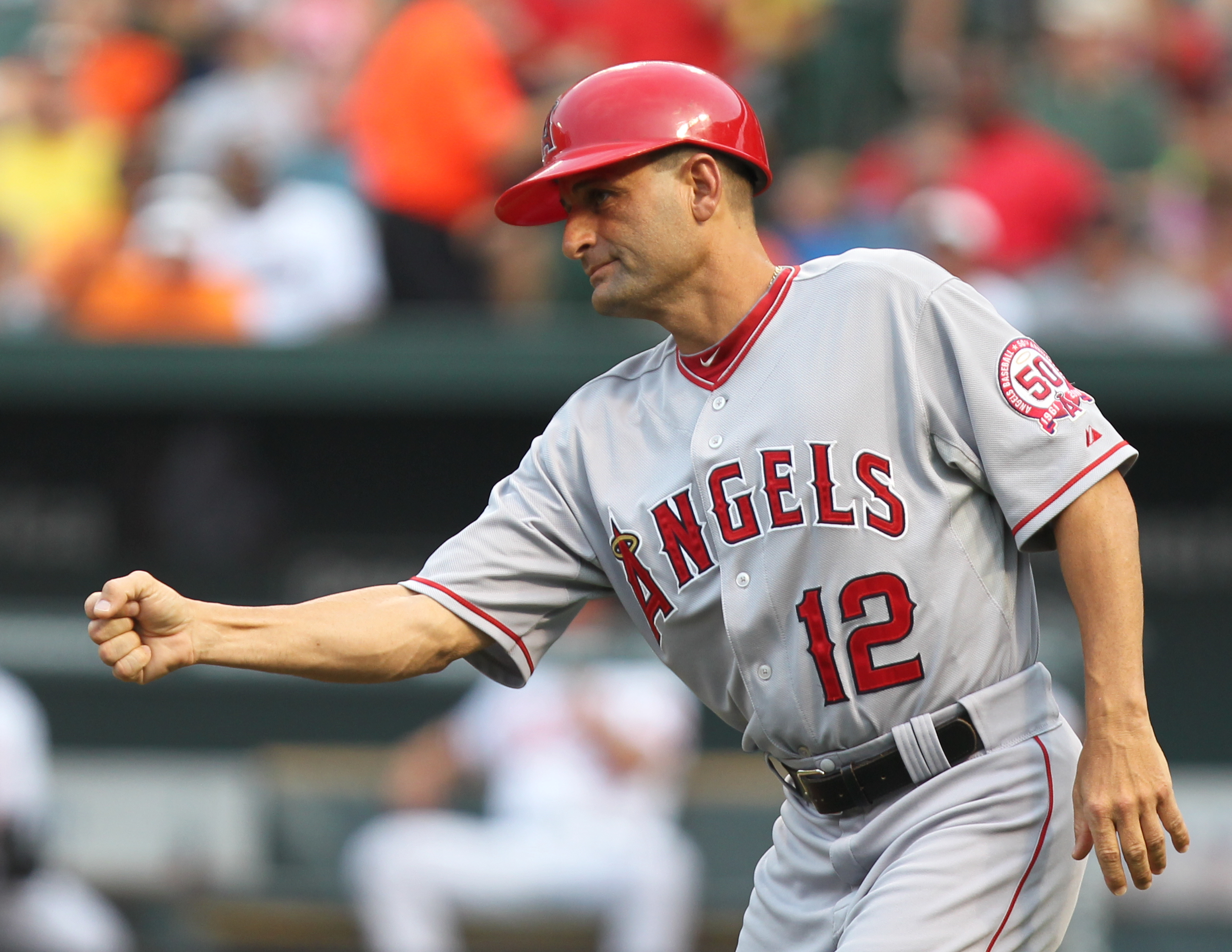
2011年7月23日，迪諾·埃貝爾

迪諾‧埃貝爾（Dino Ebel，1966年3月20日—），生於加利福尼亞州的巴斯多（Barstow），前美國職棒小聯盟球員，曾經在洛杉磯道奇隊小聯盟當過多年總教練，現任洛杉磯道奇隊的三壘教練。
埃貝爾曾就讀於聖博納迪諾谷地學院（San Bernadino Valley College）。1986年選秀會以第27輪，總順位365被費城費城人隊選上，但選擇進入佛羅里達南方學院（Florida Southern College），是該校1988年大專杯（National Collegiate Athletic Association,NCAA）第二區冠軍隊隊員。
1988年，埃貝爾以自由球員的身分和道奇隊簽約。第一年球季，他在新秀聯盟之一的的灣岸聯盟（Gulf Coast League,GCL）道奇隊打球，獲選為灣聯的年度最佳球員（Player of the Year）。1989年，埃貝爾升到1A的費羅海灘道奇隊（Vero Beach Dodgers），1990年，他和球隊得到佛羅里達州聯盟（Florida State League）冠軍。1991年，埃貝爾來到3A阿布奎基鐵拳隊（Albuquerque Dukes），成為工具人（utility player）。
1991年到1994年間，他在1A貝克斯菲道奇隊（Bakersfield Dodgers）擔任指導員；1995年，他改任高階A聖博納迪諾靈魂隊（San Bernardino Spirit）指導員；之後的1996年，埃貝爾成為2A聖安東尼奧教堂隊（San Antonio Missions）的全職教練。他第一次當總教練是在1997年球季後半接掌靈魂隊；1998年他帶領新秀聯盟的大瀑布道奇隊（Great Falls Dodgers）拿下40勝35敗的成績；1999年，任1A燒目熊隊（Yakima Bears）總教練；2000回到靈魂隊執教，率隊贏得加州聯盟（California League）東區冠軍；2001年再度改到1A威明頓波浪隊（Wilmington Waves），戰績75勝63敗；2002年，埃貝爾接掌2A傑克森威爾太陽隊（Jacksonville Suns）奪得南方聯盟（Southern League）東區冠軍後，帶領該隊直到2004年。
埃貝爾在道奇隊手下總共17年，有一定的實力。於是2005年，天使隊把他找來當3A鹽湖城蜜蜂隊的教練，當年打出79勝65敗的成績。當天使隊老板凳教練喬‧梅登（Joe Maddon）去坦帕灣魔鬼魚隊當總教練以後，埃貝爾就被拔擢成為總教練麥克‧梭夏（Mike Scioscia）手下的三壘指導員。
埃貝爾當總教練的8年資歷中，戰績共計531勝496敗。